# Lycoriella prominens
Lycoriella prominens là một ruồi trong họ Sciaridae, thuộc chi Lycoriella.